# Lasserre (Ariège)
Lasserre – miejscowość i gmina we Francji, w regionie Oksytania, w departamencie Ariège.
Według danych na rok 1990 gminę zamieszkiwały 162 osoby, a gęstość zaludnienia wynosiła 19 osób/km² (wśród 3020 gmin regionu Midi-Pireneje Lasserre plasuje się na 901. miejscu pod względem liczby ludności, natomiast pod względem powierzchni na miejscu 1203.).